# Liste der Baudenkmale in Burgdorf (Landkreis Wolfenbüttel)
In der Liste der Baudenkmale in Burgdorf sind die Baudenkmale der niedersächsischen Gemeinde Burgdorf und ihrer Ortsteile aufgelistet. Der Stand der Liste ist der 11. Juli 2022. Die Quelle der Baudenkmale ist der Denkmalatlas Niedersachsen.

## Allgemein
In den Spalten befinden sich folgende Informationen:
- Lage: die Adresse des Baudenkmales und die geographischen Koordinaten. Kartenansicht, um Koordinaten zu setzen. In der Kartenansicht sind Baudenkmale ohne Koordinaten mit einem roten Marker dargestellt und können in der Karte gesetzt werden. Baudenkmale ohne Bild sind mit einem blauen Marker gekennzeichnet, Baudenkmale mit Bild mit einem grünen Marker.
- Bezeichnung: Bezeichnung des Baudenkmales
- Beschreibung: die Beschreibung des Baudenkmales. Unter § 3 Abs. 2 NDSchG werden Einzeldenkmale und unter § 3 Abs. 3 NDSchG Gruppen baulicher Anlagen und deren Bestandteile ausgewiesen.
- ID: die Objekt-ID des Baudenkmales
- Bild: ein Bild des Baudenkmales, ggf. zusätzlich mit einem Link zu weiteren Fotos des Baudenkmals im Medienarchiv Wikimedia Commons. Wenn man auf das Kamerasymbol klickt, können Fotos zu Baudenkmalen aus dieser Liste hochgeladen werden:

## Berel

### Gruppe: Kirchhof Berel
Baudenkmal (Gruppe):

| Lage                                     | Bezeichnung    | Beschreibung | ID       | Bild |
| ---------------------------------------- | -------------- | ------------ | -------- | ---- |
| Im Schlage 6 52° 9′ 57″ N, 10° 12′ 56″ O | Kirchhof Berel |              | 33965982 | BW   |

Baudenkmale (Einzeln):

| Lage                                     | Bezeichnung    | Beschreibung | ID       | Bild |
| ---------------------------------------- | -------------- | ------------ | -------- | ---- |
| 52° 9′ 57″ N, 10° 12′ 56″ O              | Kirche         |              | 34082190 | BW   |
| Im Schlage 52° 9′ 57″ N, 10° 12′ 56″ O   | Kirchhof       |              | 34082125 | BW   |
| Im Schlage 6 52° 9′ 56″ N, 10° 12′ 56″ O | Kriegerdenkmal |              | 34082147 | BW   |

### Baudenkmale (Einzeln)
| Lage                                     | Bezeichnung              | Beschreibung | ID       | Bild |
| ---------------------------------------- | ------------------------ | ------------ | -------- | ---- |
| Südstraße 3 52° 9′ 53″ N, 10° 13′ 2″ O   | Wohn-/Wirtschaftsgebäude |              | 34082996 | BW   |
| Specken 1 52° 9′ 48″ N, 10° 12′ 59″ O    | Pavillon                 |              | 34082238 | BW   |
| Specken 1 52° 9′ 48″ N, 10° 13′ 1″ O     | Wohnhaus                 |              | 34082214 | BW   |
| Sackstraße 3 52° 9′ 51″ N, 10° 13′ 12″ O | Wohn-/Wirtschaftsgebäude |              | 34083047 | BW   |

## Burgdorf

### Gruppe: Gut Burgdorf
Baudenkmal (Gruppe):

| Lage                        | Bezeichnung  | Beschreibung | ID       | Bild |
| --------------------------- | ------------ | ------------ | -------- | ---- |
| 52° 8′ 36″ N, 10° 12′ 49″ O | Gut Burgdorf |              | 33966015 | BW   |

Baudenkmale (Einzeln):

| Lage                                          | Bezeichnung  | Beschreibung                 | ID       | Bild |
| --------------------------------------------- | ------------ | ---------------------------- | -------- | ---- |
| Burgstraße 13 52° 8′ 39″ N, 10° 12′ 50″ O     | Herrenhaus   |                              | 34082263 | BW   |
| Burgstraße 13 52° 8′ 38″ N, 10° 12′ 43″ O     | Park         |                              | 34082333 | BW   |
| Burgstraße 13 52° 8′ 39″ N, 10° 12′ 46″ O     | Plastik      | Gartenplastiken Gut Burgdorf | 34082356 | BW   |
| Burgstraße 13 52° 8′ 38″ N, 10° 12′ 51″ O     | Toreinfahrt  |                              | 34082288 | BW   |
| Burgstraße 13 A-F 52° 8′ 35″ N, 10° 12′ 50″ O | Nebengebäude |                              | 34082311 | BW   |

### Gruppe: Kirchhof Burgdorf
Baudenkmal (Gruppe):

| Lage                       | Bezeichnung       | Beschreibung | ID       | Bild |
| -------------------------- | ----------------- | ------------ | -------- | ---- |
| 52° 8′ 41″ N, 10° 13′ 4″ O | Kirchhof Burgdorf |              | 33965998 | BW   |

Baudenkmale (Einzeln):

| Lage                                      | Bezeichnung | Beschreibung | ID       | Bild |
| ----------------------------------------- | ----------- | ------------ | -------- | ---- |
| Hauptstraße 13 52° 8′ 42″ N, 10° 13′ 4″ O | Kirche      |              | 34082474 | BW   |
| Hauptstraße 52° 8′ 42″ N, 10° 13′ 3″ O    | Kirchhof    |              | 34082381 | BW   |
| Hauptstraße 52° 8′ 41″ N, 10° 13′ 3″ O    | Baumbestand |              | 34083095 | BW   |
| Hauptstraße 11 52° 8′ 43″ N, 10° 13′ 5″ O | Wohnhaus    | Pfarrhaus    | 34082449 | BW   |

### Baudenkmale (Einzeln)
| Lage                                       | Bezeichnung | Beschreibung | ID       | Bild |
| ------------------------------------------ | ----------- | ------------ | -------- | ---- |
| Klüterstraße 52° 8′ 38″ N, 10° 13′ 3″ O    | Wasserpumpe |              | 34082498 | BW   |
| Klüterstraße 12 52° 8′ 38″ N, 10° 13′ 9″ O | Wohnhaus    |              | 34082522 | BW   |

## Hohenassel

### Gruppe: Bohrtürme Hohenassel
Baudenkmal (Gruppe):

| Lage                        | Bezeichnung          | Beschreibung | ID       | Bild |
| --------------------------- | -------------------- | ------------ | -------- | ---- |
| 52° 7′ 52″ N, 10° 12′ 45″ O | Bohrtürme Hohenassel |              | 33966033 | BW   |

Baudenkmale (Einzeln):

| Lage                        | Bezeichnung | Beschreibung | ID       | Bild |
| --------------------------- | ----------- | ------------ | -------- | ---- |
| 52° 7′ 53″ N, 10° 12′ 47″ O | Bohrturm    |              | 34082545 | BW   |
| 52° 7′ 51″ N, 10° 12′ 45″ O | Bohrturm    |              | 34082625 | BW   |

### Baudenkmale (Einzeln)
| Lage                                   | Bezeichnung | Beschreibung | ID       | Bild |
| -------------------------------------- | ----------- | ------------ | -------- | ---- |
| Am Brinke 2 52° 8′ 10″ N, 10° 13′ 7″ O | Kirche      |              | 34082731 | BW   |

## Nordassel

### Baudenkmale (Einzeln)
| Lage                                           | Bezeichnung              | Beschreibung | ID       | Bild |
| ---------------------------------------------- | ------------------------ | ------------ | -------- | ---- |
| Mäversweg 3 52° 9′ 3″ N, 10° 11′ 49″ O         | Wohn-/Wirtschaftsgebäude |              | 34083019 | BW   |
| Mäversweg 7 52° 9′ 3″ N, 10° 11′ 50″ O         | Stallscheune             |              | 34083070 | BW   |
| Nettlinger Straße 1 52° 9′ 4″ N, 10° 11′ 55″ O | Wohnhaus                 |              | 34082801 | BW   |

## Westerlinde

### Gruppe: Pfarrhof Kesselberg 1
Baudenkmal (Gruppe):

| Lage                        | Bezeichnung           | Beschreibung | ID       | Bild |
| --------------------------- | --------------------- | ------------ | -------- | ---- |
| 52° 7′ 21″ N, 10° 13′ 29″ O | Pfarrhof Kesselberg 1 |              | 33966066 | BW   |

Baudenkmale (Einzeln):

| Lage                                       | Bezeichnung  | Beschreibung | ID       | Bild |
| ------------------------------------------ | ------------ | ------------ | -------- | ---- |
| Kesselberg 1 a 52° 7′ 21″ N, 10° 13′ 29″ O | Scheune      |              | 34082950 | BW   |
| Kesselberg 1 52° 7′ 20″ N, 10° 13′ 28″ O   | Nebengebäude |              | 34082974 | BW   |
| Kesselberg 1 52° 7′ 20″ N, 10° 13′ 29″ O   | Wohnhaus     | Pfarrhaus    | 34082925 | BW   |

### Gruppe: Kirchhof Westerlinde
Baudenkmal (Gruppe):

| Lage                        | Bezeichnung          | Beschreibung | ID       | Bild |
| --------------------------- | -------------------- | ------------ | -------- | ---- |
| 52° 7′ 21″ N, 10° 13′ 31″ O | Kirchhof Westerlinde |              | 33966049 | BW   |

Baudenkmale (Einzeln):

| Lage                                   | Bezeichnung | Beschreibung | ID       | Bild |
| -------------------------------------- | ----------- | ------------ | -------- | ---- |
| Kasselberg 52° 7′ 20″ N, 10° 13′ 31″ O | Kirche      |              | 34082879 | BW   |
| Kasselberg 52° 7′ 21″ N, 10° 13′ 31″ O | Kirchhof    |              | 34082903 | BW   |

### Baudenkmale (Einzeln)
| Lage                                   | Bezeichnung              | Beschreibung | ID       | Bild |
| -------------------------------------- | ------------------------ | ------------ | -------- | ---- |
| Bocksweg 1 52° 7′ 22″ N, 10° 13′ 22″ O | Wohn-/Wirtschaftsgebäude |              | 34082826 | BW   |
| Bocksweg 8 52° 7′ 19″ N, 10° 13′ 20″ O | Wohn-/Wirtschaftsgebäude |              | 34082853 | BW   |